# Erdbachgraben (Sauer)
Der Erdbachgraben ist ein  1 km langer linker Zufluss der Sauer im Département Bas-Rhin in der Region Grand Est.

## Verlauf
Der Erdbachgraben entspringt auf einer Höhe von etwa 200 m in den Nordvogesen in der Feldflur Langrod auf dem Gebiet der Gemarkung Gœrsdorf. Er fließt  in westlicher Richtung durch Felder und Wiesen und überschreitet mit der Unterquerung der D677 die Gemarkungsgrenze nach Wœrth. Am Nordostrand dieser Gemeinde mündet der Erdbachgraben schließlich auf einer Höhe von etwa 170 m von links in die Sauer.
Auf der anderen Seite, etwas weiter nördlich, fließt der Soultzbach in die Sauer.